# 유희왕 듀얼몬스터즈
유희왕 듀얼몬스터즈(줄여서 유희왕 DM(Yu-Gi-Oh! Duel Monsters))는 2000년 4월 18일부터 2004년 9월 29일까지 방영된 애니메이션이다. 기존의 만화 유희왕을 계승하는 작품이며, 유희왕 오피셜 카드 게임 듀얼몬스터즈가 발매된 지 1년 뒤에 방영되어서 방영 당시 선풍적인 인기를 끌었다. 대한민국에서는 SBS와 애니원, 챔프TV에서 2003년 12월 8일부터 2005년 3월 14일까지 1, 5기까지 방영되었으며, 2022년 하반기에 애니플러스에서 자막판으로 방영되었다. 그리고 아래에 있는 DM 1기는 이렇게 방영되었다.

## 작품 소개

### 캐릭터 구성
듀얼리스트 킹덤 편
주요 반동인물로 패가수스가 등장했으며, 이후 페가서스는 유우기 일행을 돕게 된다. 한편 반동인물로 등장했던 오토기 류지는 주인일행의 보조자로서 이후 등장하게 된다.
배틀 시티 본선 편
주요 반동인물로 마리크 이슈타르가 등장했으며, 야미 인격 바쿠라 또한 이 이야기를 계기로 본격적인 악역의 길로 들어서게 된다.  한편 여러 듀얼리스트들이 대결 상대로 등장한다.
노아와의 대결 편
주요 반동인물로는 카이바 코퍼레이션의 중역들(Big5)과 카이바 노아, 카이바 고자부로가 있으며 덱마스터 규칙 아래서 중역들(Big5)과 주인공 일행이 자유를 위해 서로 겨루는 이야기 구성에 이어 스피릿 시리즈 덱이 소개된다.
배틀 시티 결선 편
주요 반동인물로는 마리크 이슈타르 등이 있으며, 야미 인격 바쿠라는 나오지 않는다. 다만 3000년의 세월과 3장의 신의 카드를 건 대결 이전에 어째서 마리크가 야미 인격을 가지게 되었는지 소개된다.
도마와의 대결 편
주요 반동인물로 도마의 삼중신을 자처하는 3인(아멜마, 바론, 라피엘)이 등장해 카이바와 유우기에게 도전장을 내밀고, 그 배후에 있는 다츠의 세계 말살 계획을 저지하기 위해 고군분투하는 이야기가 전개된다.
KC 그랑프리 개최 편
주요 반동인물로 지크 프리드가 있으며, 카이바를 향한 증오로 지크의 계획을 카이바와 듀얼킹 유우기 일행이 저지하는 이야기가 진행된다. 여러 듀얼리스트 및 듀얼 덱 등이 소개된다.
파라오의 기억 세계 편
주요 반동인물로 도적왕 바쿠라가 있으며, 기억을 찾고자 석판 앞에 나타난 유우기 일행이 도적왕 바쿠라의 계략에 의해 파라오의 기억 속으로 들어가 이름없는 파라오의 이름을 알아내는 이야기가 진행된다.

### 스토리 구성
1. 듀얼리스트 킹덤 편
  - "페가수스"에 의해 '듀얼리스트 킹덤'에 초대된 유우기는 할아버지와 카이바의 동생인 모쿠바를 구하기 위해 듀얼 게임에 임한다. 그리고 '듀얼리스트 킹덤'에서 "페가수스"를 물리친 후, Big5와는 RPG 게임으로, 오토기 류지와는 DDM 게임으로 이겨야 하는 상황에 직면하게 된다.
2. 배틀 시티 본선 편
  - 듀얼리스트 킹덤 이후, 세토는 3장의 신의 카드에 대한 정보를 듣고 '배틀 시티'를 통해 유우기와 전국 각지 유수의 모든 듀얼리스트에게 도전장을 내민다. 그로 인해 유우기와 그 일행은 파라오의 비밀을 풀 열쇠인 3장의 신의 카드([오시리스의 천공룡], [오벨리스크의 거신병], [라의 익신룡])를 모으고자 배틀 시티에 출전하게 된다.
3. 노아와의 대결 편
  - 배틀 시티 본선 도중 갑자기 비행선이 외딴 섬으로 가게 되고, 이후 유우기 일행은 "카이바 노아"의 계략에 의해 또다시 Big5와 RPG형 듀얼을 하게 된다. 하지만 카이바 노아에 의해 모쿠바(카이바, 모쿠바) 형제가 이별하게 되자 유우기는 유대감을 강조하며 노아에게 도전장을 내밀게 된다.
4. 배틀 시티 결선 편
  - 드디어 결선이 시작되어 유우기와 죠우노치(조이), 마리크와 카이바는 각각 로얄 배틀 형식으로 상대를 정한다. 그리고 준결승에서 세토와 겨루어 이긴 유우기와 죠우노치를 승리의 제물로 삼아 결승에 진출한 마리크는 3000년의 세월과 3장의 신의 카드를 걸고 최후의 대결을 펼치게 된다.
5. 도마와의 대결 편
  - 갑자기 실체화된 게임 몬스터들이 날뛰자 카이바 코퍼레이션 뿐만 아니라 세계 전체가 발칵 뒤집힌다. 그리고 그 배후의 "도마"를 필두로 '도마의 3중신'을 자처하는 이들(라피엘, 바론, 아멜다)이 나타나 유우기와 카이바에게 대결을 신청하고, 일행은 그 도전을 받아들여 인류 멸망을 멈추기로 한다.
6. KC 그랑프리 개최 편
  - 도마와의 대결로 인해 카이바 코퍼레이션의 위신이 추락하자 위신을 다시 높이고자 'KC 그랑프리'를 개최한 카이바를 위해 그랑프리에 참석한 유우기와 죠우노치는 "왈큐레 덱"을 쓰는 지크 로이드의 계략에 휘말리게 되고, 그 이면에 숨겨진 "슈레이더 사"와 지크 로이드(본명 지크 프리드 본 슈레이더)의 아픔을 알게 된다.
7. 파라오의 기억 세계 편
  - 기억을 찾고자 석판 앞에 나타난 유우기 일행은 도적왕 바쿠라의 계략에 의해 파라오의 기억 속으로 들어가게 되고 우정의 힘으로 파라오의 이름이 "아템"임을 알게 되어 바쿠라를 쓰러트리게 된다. 그리고 아템과 유우기는 파라오의 운명을 건 마지막 듀얼을 시작하게 된다.

## 등장인물

### 메인 캐릭터
무토우 유우기
죠노우치 카츠야
카이바 세토
페가수스 J. 크로포드
바쿠라 료
카이바 모쿠바
혼다 히로토
마자키 안즈

### 구울즈 관련
마리크 이슈타르(마리크)
이시즈 이슈타르(이시즈)
리시드
기술사 판도라
성우 - 코야스 타케히토 / 유동균
마술사로서의 길을 걷다 불의의 사고로 얼굴을 다친 후, 구울즈의 일원이 되어 유우기와 매지션 덱의 진정한 고수를 가린다는 명목상의 목적을 두고 겨루어 패배한 인물이다. 주로 사용하는 카드는 [블랙 매지션]이며, 주 사용 덱은 고문 덱이다.
과묵한 인형
마임술사처럼 보이지만 마리크에 의해 조종되는 인형에 불과하다. 무한 루프 콤보 덱으로 유우기의 기를 꺾고 궁지에 몰기도 했음에도 무한 루프 콤보 덱의 맹점을 이용한 긍극의 무한 루프 콤보 플레이로 맞선 유우기의 플레이에 지게 된다.
빛의 가면
성우 - 미즈시마 히로 / 김래환
유우기와 카이바의 배틀 시티 예선 마지막 상대로 마리크의 수하이다. 어둠의 가면과 함께 가면덱을 사용하여 유우기와 카이바를 궁지에 몰아넣었지만 카이바의 [오벨리스크의 거신병]에게 패배를 당하게 된다.
어둠의 가면
성우 - 이시이 코지 / 임채헌
유우기와 카이바의 배틀 시티 예선 마지막 상대로 마리크의 수하이다. 빛의 가면과 함께 가면덱을 사용하여 유우기와 카이바를 궁지에 몰아넣었지만 카이바의 [오벨리스크의 거신병]에게 패배를 당하게 된다.

### 도마의 삼중신 관련
다츠
성우 - 에마오 유우 / 이주연
도마의 삼중신을 이끌고 있는 총수이자 전설 상의 왕국인 아틀란티스의 왕이다. 자신이 만든 아틀란티스를 멸망하도록 만들었으며 도마의 삼중신의 아픔을 만든 장본인이자 유희왕에서 가장 고지식한 적이다. 그의 말에 따르면 인간이 어둠에 물들어 지구의 시험에 탈락하게 되었으며, 자신은 새로운 세상을 열고자 했으나 삼환신에게 패배하였다고 한다. 덱은 애니메이션 설정인 오리컬코스의 덱이다.
라피엘
성우 - 카와하라 요시히사 / 최석필
도마의 삼중신 중 한 명으로 리더로 활동하였다. 본래 미국의 부자 집안의 아들이었으나 다츠의 속임수로 인해 부모님과 동생들을 잃고 나중에 다츠의 술수에 넘어가 다츠의 넘버원 수하가 되었다. 유희왕 듀얼몬스터즈 사상 유우기(유희)를 이긴 몇 안 되는 사람 중 하나이자, 또 하나의 유우기(유희)가 이름 없는 파라오라는 사실을 아는 몇 안 되는 인물이다. 첫 대결에서는 이름 없는 파라오를 이겨 유우기(유희)를 결계에 봉인한 후 두 번째 대결에서는 유우기(유희)의 또다른 인격에게 패배하였으나 본인이 결계에 봉인되는 것을 회피했다. 하지만 다츠에게 진실을 듣고는 분노하여 결계에 봉인되는 운명을 맞이한다. 덱으로는 죽은 동생들이 생일 선물로 준 가디언 덱을 사용한다.
아멜다
성우 - 이에무라 유키시게 / 전태열
도마의 삼중신 중 하나로서 카이바 고자부로에 의해 자신의 동생이 죽게 되었다고 믿고서 다츠의 수하가 되었다. 하지만 이는 다츠가 아멜다에게 카이바 일가에 대한 앙심을 품게 만들고자 꾸민 술수였다. 그것도 모른 아멜다는 카이바와의 첫 대결을 듀얼리스트 킹덤에서 치르다 무승부가 나고, 두 번째 대결에서 카이바의 푸른 눈의 백룡과 크리티우스 의해 패배하게 된다. 덱은 요새(전투기)덱이다.
바론
성우 - 마에다 타케시 / 사성웅
도마의 삼중신 중 하나로, 어린시절 고아로서 반항아였다. 하지만 자신이 살던 마을의 교회가 불타고 자신은 결백함에도 의심을 받아 교도소에 가게 된 후 다츠에 의해 다츠의 수하가 되었다. 마리크와의 어둠의 게임에서 패하여 슬픔에 빠져 있던 쿠자크 마이와 만나 쿠자크 마이를 다츠에 일원으로서 이끌게 된다. 죠뇨우치와의 대결에서 헤르모스 의해 패배를 하게 된다. 덱은 아머 덱을 사용한다.
티마이오스
크리티우스
헤르모스
그리모
미르코
유안
데니스
소니아
줄리안
수녀
아이언 하트
다츠의 아버지이자 이오레의 시아버지로, 10,000년 전 카드의 정령들과 함께 오레이칼코스의 병사들과 싸웠다. 라피엘에게 패배하여 만신창이가 된 아템에게 티마이오스를 다시 사용할 수 있도록 도와주었다.
크리스
다츠와 이오레의 딸로, 아틀란티스의 공주로서 10,000년전 카드의 정령들과 함께 오레이칼코스의 병사들과 싸웠다.
이오레
크리스의 어머니이자 다츠의 아내로, 다츠에 의해 사후세계에 가서 크리스와 다츠가 오는 것을 기다린다.

### 파라오 관련
마하드
6신관 중 하나로, 아템의 가장 최 측근으로 아템이 독사에 물리자 아템을 구해준 인연 덕에 가장 큰 충복이 된다. 그리고  6신관중 가장 유명하다. 천년 아이템의 소유자로, 천년 링을 이용하여 파라오의 영혼을 가져가려는 도적왕 바쿠라를 막으려고 하나 패배하여 [블랙 매지션]으로 변환된다.
마나
6신관인 마하드의 제자로, 아템을 즐겁게 하며 무거운 분위기를 완화시키는 소녀이다. 사부인 마하드가 패배하여 [블랙 매지션]으로 변환된 후에는 사부인 마하드처럼 어엿한 마법사로서 성장하며 나중에 [블랙 매지션 걸]로 변환되어 사부인 마하드 곁에 머무르게 된다.
키사라
세토의 주력 몬스터인 [푸른 눈의 백룡]의 영혼을 소유한 여인이다. 세토의 아비인 아크나딘에 의해 고문을 받은 후 쇠약해져 세토의 품에서 사랑을 받으며 세토의 카드로 변환된다. 이로 인해 세토의 혼을 받은 카이바가 [푸른 눈의 백룡]을 주력 몬스터로 삼는다.
세토
6신관 중 하나로, 아템의 가장 큰 라이벌이자 사촌관계로서 아템의 뒤를 이어 파라오가 되는 신관이다. 키사라는 흰 눈을 가진 노예를 구해준 인연 덕에 그녀 안에 있던 정령 [푸른 눈의 백룡]과의 인연이 생기게 된다. 얼굴이 같은 카이바 세토와는 달리 파라오에게 충성을 다하는 등 좋은 성격의 사람으로 묘사되고 있다. 천년 아이템인 천년 지팡이를 사용한다.
아이시스
6신관 중 하나로 유일하게 여자 신관이다. 이야기 도중 마하드가 바쿠라와의 일전을 앞두고 갈 때에 그에게 애정 어린 걱정을 하는 것으로 보아 신관이 되지 않았던 시절부터 유우기와 안즈의 관계와 비슷한 관계일 것으로 추측이 된다. 천년 아이템인 천년 목걸이를 사용한다. 애니메이션에서만 등장하지만 이시즈 이슈타르와의 관계를 암시하는 내용이 존재한다.
시몬
아템의 책사 겸 자문관으로, 얼굴은 유우기의 할아버지와 같다. 선대 왕 때부터 소유하고 있던 천년 아이템인 천년 열쇠를 목에 걸고 있으며 마물인 [봉인된 엑조디아]를 사용하여 도적왕 바쿠라의 흉계를 충직하게 막으려고 하지만 힘을 소진해 살해당하며 존재가 사라지게 된다.
아크나딘
세토의 아버지이자 아템의 숙부이다. 천년 아이템을 만드는 일을 하였다. 그가 천년의 눈을 받으면서 하는 소원이 자신의 아들인 세토가 왕위에 오르는 걸 빌었다. 그로 인해 조크의 꾐에 빠져 죄책감에 시달리다가 죽게 된다. 천년 아이템인 천년의 눈을 착용하고 있다.
샤다
6신관 중 하나로, 얼굴이 샤디와 가장 흡사하며 카림과 가깝게 지낸다. 천년 아이템인 천년 열쇠를 사용하며 신관사제 세토와 우애를 나누는 사이로, 도적왕 바쿠라와의 전투에서 세토를 위해 자신의 힘을 주저없이 줄 정도로 신의와 우정이 깊은 헌신적인 인물이다.
카림
6신관 중 하나로, 천년 천칭으로 마물을 융합하는 일을 하며 도적왕 바쿠라의 본체인 조크와 대치하였을 때 파라오를 지키다 죽는다. 천년 아이템인 천년 천칭의 소유자로, 천년 링의 소유자인 마법술사 마하드 못지 않게 강력한 힘을 파라오를 위해 사용하며 희생한다.
아크나무카논
선파라오이자 아템의 아버지로, 조크와 대치한 아템이 시련을 극복하도록 무의식 속에서 그를 격려함으로써 [빛의 창조신 호르아크티]를 부르는 방법을 알려주었다. 도적 바쿠라에 의해 시신이 도굴되기도 하였다. 이후 도적 바쿠라의 원군이 되어준 원령을 받아들임으로써 아들인 아템을 돕는다.

### 주변 캐릭터
쿠자크 마이
카와이 시즈카
오토기 류지
레베카 홉킨스(레베카)
무토우 스고로쿠
아서 홉킨스
무도 스고로쿠의 친구 겸 레베카 홉킨스의 할아버지이다. 고고학자로 유적의 발굴 현장을 방문한 무토우 스고로쿠와 친분을 쌓게 되었다.
카이바 노아
성우 - 요코야마 치사 / 박신희
카이바 고자부로의 친아들로 교통사고를 당한 후, 가상 현실 세계에서 살게 되었다. 이후 카이바 모쿠바를 이용하여 카이바 세토를 이겼으나 유우기에게 패하고 자신이 살고 있는 가상 현실 세계를 지탱하고 있는 이동 요새를 폭파시키고 자신은 모쿠바를 이용해 탈출하다가 자신의 잘못을 뉘우치고 고자부로 곁에서 최후를 맞이한다.
카이바 고자부로
성우 - 코무라 테츠오 / 최석필
카이바 노아의 생부이며, 양자로 삼은 카이바 세토에 의해 회장직에서 물러난 경험이 있다. 카이바 세토의 몸을 차지하려는 계획을 실행에 옮김에도 친아들인 카이바 노아가 계획을 저지한다.
레온 윌슨
본명은 레온 하르트 폰 슈레이더이다. 슈레이더 가의 차남으로 형과 달리 듀얼에 대한 순수한 맘에 KC 그랑프리에 참가하나, 형의 교묘한 계락에 빠졌다가 유우기한테 패한 이후 형을 도와 슈레이더 가를 일으키고 있다.
지크 로이드
본명은 지크 프리드 폰 슈레이더이다. 슈레이더 가의 장남으로 카이바에 대한 열등감을 해소하고자 KC 그랑프리를 혼란에 빠트리나 유우기의 활약으로 무위에 그치고, 이후 동생과 함께 슈레이더 가를 재건하고 있다.
비비안 웡
성우 - 타나카 리에
KC 그랑프리에 출전한 듀얼리스트 중의 하나이다. 예선에서 레베카 홉킨스와 겨루어 지게 되자 유우기의 할아버지인 무토 스고로쿠를 꾀어 유우기와 겨루지만 유우기의 전술에 의해 패배한다. 이후 최종화 엔딩 크레딧 장면에서 쿠자크 마이와 태그 팀을 이루게 된다.
밴디트 키스(키스 하워드)

## 외국 방영
오스트레일리아와 브리튼 제도에서는 니켈로디언에서 방영하였고, 캐나다에서는 YTV에서, 영국에서는 ITV에서 방영하였다.

## 한국판 주제가 및 스텝

### 주제가

#### 1기
- 오프닝

작사: 김주희
작곡: 방용석
편곡: 방용석, 도목정
노래: 솔레노이드
- 엔딩

THE ONE
노래: 이영미
작·편곡: 방용석
작사: 김주희
녹음·믹싱: 헐리우드매너

#### 3기
- Opening

WILD DRIVE
노래: 신승훈
- Ending

낙원
노래: 김효연

#### 4기
- Opening

WARRIOR
노래: 류성필
- Ending

넘쳐흐르는 감정이 멈추지 않아
노래: 영탁

### 우리말 제작

#### 1기
- 번역: 이소영
- 연출: 김성환

#### 2기
- 번역: 이소영
- C.G: 조아라
- 종합편집: 이소연
- 연출: 김정령

#### 3기
- 번역: 정은
- 녹음·믹싱: 이성수
- 종합편집: 이소연
- 타이틀: 조아라
- 그래픽: 김효정·박수진
- 조연출: 김정령
- 연출: 김세령

#### 4기
- 번역: 정은
- 그래픽: 이승용
- 녹음·믹싱: 이성수
- 종합편집: 이소연
- 타이틀: 조아라
- 조연출: 김정령
- 연출: 김세령

## 주요 내용
1기 - '듀얼리스트 킹덤' 편
소심하고 외톨이이던 유우기는 8년 만에 천년퍼즐을 맞춘 후 '어둠의 유우기'와 인격을 공유하게 된다. 그리고 카이바 코퍼레이션의 사장인 "카이바"를 만나게 된 후, 페가수스와의 어둠의 게임에서 진 유우기는 할아버지인 "무토오 스고로쿠"의 영혼을 빼앗기며 듀얼리스트 킹덤에서 펼쳐지는 대회에 초대를 받게 된다. 그 후 카이바와 모크바의 영혼까지 빼앗기는 것을 보게 되고, 유우기는 듀얼리스트 킹덤 대회의 결승전에 올라와 절친인 조이와의 결승에서 이기고, 어둠의 게임 속에서 카드에 봉인된 모두의 영혼(카이바, 모쿠바, 할아버지)을 돌려받기 위해 페가수스와 듀얼을 펼친다.

2기 - '배틀시티 본선' 편
페가수스와의 듀얼에서 이긴 유우기는 할아버지와 카이바, 모크바의 영혼을 돌려 받고, 페가서스의 방에서 듀얼몬스터즈를 만든 이유를 알게 된다. 그 후 카이바는 이시즈를 만나게 되고, 신의 카드 중 하나인 [오벨리스크의 거신병]을 받아 삼환신을 모으기 위해 배틀 시티라는 대회를 개최하게 된다. 유우기는 이시즈에게 자신의 모습이 담긴 석판을 본 후, 자신이 3000년 전의 파라오였음을 알게 된다. 그 후 파라오의 기억을 되찾기 위해서는 삼환신을 모아야 한다는 이시즈의 말을 듣고 배틀 시티에 참가한다.

3기 - '배틀시티 결선' 편
배틀 시티가 개최되고 유우기는 마리크의 조종을 당하는 침묵의 인형과의 경기를 이긴 후 신의 카드중 하나인 [오시리스의 천공룡]을 얻게 된다. 한편 바쿠라는 구울즈의 총수인, 그리고 3장의 신의 카드 중 하나인 [라의 익신룡]의 주인이자 소유자인 마리크를 만나게 되고 서로의 목적이 같음을 알게 되어 협력하기로 한다. 그 후 유우기와 8강전에서 만나 어둠의 게임을 하지만, [오시리스의 천공룡]을 극적으로 소환한 유우기의 승리로 끝나게 된다. 한편 유우기는 배틀 시티 준결승전에서 카이바를 이기고, 결승전에서 어둠의 마리크와의 어둠의 게임도 이겨 삼환신 즉, 3장의 신의 카드를 모두 얻는다.

4기 - '도마와의 대결' 편
유우기는 기억의 석판에 삼환신을 갖다 대고 기억을 찾으려고 하는데, 갑작스럽게 삼환신이 힘을 잃고 봉인당하게 된다. 갑자기 세상에 듀얼몬스터즈의 몬스터들이 출현하고 유우기는 세상을 멸망시키고 새로운 세상을 만들려는 "도마(Doma)"라는 조직을 알게 된다. 도마와의 피할 수 없는 듀얼을 벌이는 유우기는 전설의 용 디마이오스의 힘을 손에 넣어서 도마와 싸우게 되나, 듀얼에서 패배하여 '또 하나의 어둠의 유우기'를 남겨둔 채 인격을 봉인당하게 된다. 그 후 도마의 본거지를 알아내게 되고, 페가시스가 남겨둔 카드([레전드 오브 하트])로 도마의 수장인 다츠(Dotch)와의 듀얼에서 승리하여, 세상을 구하고 삼환신(3장의 신의 카드-[오시리스의 천공룡], [오벨리스크의 거신병], [라의 익신룡])을 되찾는다.

5기 - '기억의 세계' 편(대한민국 미방영 스토리 라인)
다시 삼환신을 찾은 유우기는 기억의 석판이 있는 이집트로 가 기억의 세계로 가게 된다. 어둠의 유우기는 거기서 막 왕위에 오른 젊은 파라오였으며, 도적왕 바쿠라를 물려쳐야 끝나는 궁극의 어둠의 게임인 어둠의 RPG를 벌이게 되고, 어둠의 바쿠라의 정체는 어둠의 대사신 조크・네크로파데스였으며, 조크가 부활하게 됨에 따라 기억의 세계는 혼돈으로 빠지게 되고, 이 혼돈을 끝내기 위해서는 파라오의 이름을 알아야된다는 정보를 입수한다, 유우기와 친구들이 파라오의 이름을 알게 되고 파라오는 자신의 이름인 아템을 외쳐 삼환신을 융합하여 [빛의 창조신 호르아크티]를 소환, 조크를 물리치게 된다. 현실로 돌아온 유우기 일행은 아템을 명계로 돌려보내기 위해 듀얼을 해서 아템을 패배시켜야 된다. 결국 유우기가 아템과 듀얼을 하기로 하고, 유우기가 승리함에 따라 아템은 명계로 돌아가며 끝난다.